# روبرت رايخ
روبرت رايخ (بالإنجليزية: Robert Reich)‏ (و. 1946 – م) هو عالم اقتصاد، وبروفيسور (أستاذ جامعي) من الولايات المتحدة الأمريكية ولد في سكرانتون.
وهو عضو في الحزب الديمقراطي الأمريكي. كان وزير العمل من 1994 إلى 1997 وكان عضوًا في مجلس التحول الاقتصادي للرئيس باراك أوباما.
كان ريتش أستاذًا للسياسة العامة في كلية غولدمان في جامعة كاليفورنيا (بيركلي) منذ يناير 2006. وكان سابقا أستاذا في جامعة هارفارد في كلية كينيدي وأستاذ السياسة الاجتماعية والاقتصادية في مدرسة هيلر للسياسات الاجتماعية والإدارة بجامعة برانديز. وعمل أيضًا محررًا مشاركًا في صحيفة «ذا نيو ريبابليك» الجمهورية الجديدة، و«التوقعات الأميركية»، و«هارفارد بيزنس ريفيو»، و«أتلانتيك»، و«نيويورك تايمز»، وصحيفة «وول ستريت جورنال».
ريتش محلل سياسي في برامج تشمل إيرين بورنت أوت فرونت، وسي إن إن الليلة، وآي سي 360 لأندرسون كوبر، وهاردبول مع كريس ماثيوز، وهذا الأسبوع مع جورج ستيفانوبولوس. وفي عام 2008، صنفته مجلة التايم ضمن أحد أفضل عشرة أعضاء في مجلس الوزراء في القرن، ووضعته مجلة وول ستريت جورنال في عام 2008 في المرتبة السادسة في قائمة أكثر مفكري الأعمال تأثيرًا. وعُيّن عضوًّا في المجلس الاستشاري الانتقالي الاقتصادي للرئيس المنتخب باراك أوباما. حتى عام 2012، كان متزوّجًا من المحامية البريطانية المولد كلير دالتون، وله منها ابنان، سام وآدم.
نشر 18 كتابًا، بما في ذلك أكثرهم مبيعًا «عمل الأمم»، والعقل، وإنقاذ الرأسمالية، والرأسمالية الخارقة، والصدمة اللاحقة: الاقتصاد التالي ومستقبل أميركا، والكتاب الإلكتروني الأكثر مبيعا تحت عنوان «ما هو أبعد من الغضب والانتهاك». و هو أيضًا يكتب مدونته الخاصة عن الاقتصاد السياسي في موقع روبرتو تريتش. اختير فيلم روبرت ريتش-جاكوب كورنبلوث عن إنقاذ الرأسمالية ليكون نسخة أصلية من نتفليكس وعُرض لأول مرة في نوفمبر 2017.

## حياته ومساره المهني
ولد ريتش في سكرانتون في بنسلفانيا، وهو ابن ميلدريد دورف (ني فريشمان)، وإدوين شاول ريتش (1914-2016)، الذي يملك محلا لبيع الملابس النسائية. وعائلته يهودية. عندما كان طفلًا، شُخِّص بخلل التنسج المشاشي المتعدد، المعروف أيضا بمرض فيربانك، وهو اضطراب في العظام ينتج عنه قصر القامة وأعراض أخرى. وجعله هذا هدفا للتنمر وطلب حماية الصبية الأكبر سنًّا؛ وكان من بين هؤلاء مايكل شفرنر، الذي كان فيما بعد ضحية في جريمة قتل تشاني، وجودمان، وشفيرنر على يد كو كلوكس كلان في عام 1964 بسبب تسجيل الناخبين الأميركيين من أصل أفريقي. ريتش يستشهد بهذا الحدث باعتباره إلهام «محاربة المتنمرين، لحماية الضعفاء، والتأكد من إيصال صوت جميع الناس».
درس في مدرسة جون جاي الثانوية في كروس ريفر، نيويورك، وكلية دارتموث، وتخرج في المدرسة بكالوريوس في العلوم. وحصل على منحة رودس الدراسية لدراسة الفلسفة والسياسة والاقتصاد في كلية أكسفورد الجامعية في عام 1968. وفي دارتموث، ذهب ريتش في موعد مع هيلاري رودهام، ثم هيلاري كلينتون، ثم طالبة جامعية في كلية ويليزلي، التقى ريتش للمرة الأولى ببل كلينتون في كلية أكسفورد الجامعية، وكان هو أيضا حاصلًا على منحة رودس. وعلى الرغم من أنه كان مجندًا للخدمة في حرب فيتنام، لم يتجاوز اختبار القدرات لأنه كان دون المستوى الأدنى المطلوب للطول وهو خمسة أقدام. حصل ريتش فيما بعد على درجة الماجستير في القانون من كلية ييل، إذ كان محررًا لجريدة القانون بجامعة ييل التي كان فيها زميلا في الدراسة مع بل وهيلاري كلينتون، وكلارنس توماس، ومايكل ميدفيد، وريتشارد بلومنتال.
وفي الفترة من عام 1973 إلى عام 1974، عمل ككاتب قانوني لدى القاضي فرانك كوفين، كبير قضاة محكمة الاستئناف الأمريكية للدائرة الأولى؛ ومن عام 1974 إلى عام 1976 كان مساعدا للنائب العام الأمريكي روبرت بوك. وفي عام 1977، عينه الرئيس جيمي كارتر مديرا لموظفي تخطيط السياسات في لجنة التجارة الفدرالية.
من 1980 إلى 1992، درس ريتش في كلية جون كينيدي للإدارة الحكومية في جامعة هارفارد، حيث كتب سلسلة من الكتب والمقالات المؤثرة، بما في ذلك «الحدود الأمريكية المقبلة» و«عمل الأمم».
في كتابه «عمل الأمم»، يزعم أن القدرة التنافسية لأي دولة تعتمد على مدى تعليم ومهارات  شعبها والبنية الأساسية التي تربط بينهم، وليس على ربحية الشركات التي يقع مقرها داخلها. فرأس المال الخاص، كما يقول، أصبح عالميًّا على نحو متزايد،  ورأس المال البشري للدولة يشكل المورد الوحيد الذي يعتمد عليه مستوى المعيشة في المستقبل بشكل فريد. وحث صناع السياسات على جعل هذه الاستثمارات العامة الحجر الأساسي في السياسة الاقتصادية.

## وزيرًا للعمل
أدرج بيل كلينتون تفكير ريتش في برنامجه الانتخابي لعام 1992 «وضع الناس في المرتبة الأولى»، وبعد انتخابه دعي ريتش لرئاسة فريقه الانتقالي. وانضم ريتش لاحقا إلى الإدارة كوزير للعمل. وأثناء فترة ولايته، نفذ قانون الإجازات الأسرية والطبية، ونجح في الضغط من أجل زيادة الحد الأدنى للأجور، ومارس الضغوط لتمرير قانون الوظائف من المدرسة إلى العمل، ودمج كل برامج التدريب على الوظائف حتى يتمكن العمال الذين فقدوا وظائفهم من الحصول على كل المساعدة التي يحتاجون إليها للحصول على مساعدات جديدة.
فضلا عن ذلك فقد استخدم ريتش المكتب كمنصة لتركيز الاهتمام الوطني على الحاجة إلى مساعدة العمال الأميركيين على التكيف مع الاقتصاد الجديد. ونشر مصطلح «رفاهية الشركات» قائلًا إن الأمة يمكنها الحصول على المال الذي تحتاجه لإعادة تدريب الناس ونقلهم من الرفاهية إلى العمل عن طريق قطع «المعونة للشركات التابعة». ودعا الدولة إلى توفير المزيد من الفرص للعمال لتعلم المهارات التكنولوجية.

## بعد إدارة كلنتون
في عام 1996، بين إعادة انتخاب كلينتون وتنصيبه الثاني، قرر ريتش ترك الوزارة لقضاء المزيد من الوقت مع أبنائه، ثم في سن مراهقتهم. ألف كتابًا ونشر خبرته في العمل في إدارة كلينتون. وبعد نشر الكتاب، تلقى ريتش انتقادات بسبب تزيينه للأحداث بحوار مبتكر. وقد نقح الإصدار بعد ذلك.
أصبح ريتش أستاذًا في جامعة برانديز، إذ أعطى دورات تعليمية للخريجين الجامعيين وكذلك في مدرسة هيلر للسياسة الاجتماعية والإدارة. وفي عام 2003، انتخبت الهيئة الطلابية وأعطته لقب «أستاذ السنة»..
في عام 2002، ترشح لمنصب حاكم ولاية ماساتشوستس، ونشر كتابًا مرتبطا بالحملة الانتخابية «سأكون قصيرًا». وكان ريتش أول مرشح ديمقراطي لمنصب سياسي رئيسي يدعم زواج المثليين، أيضًا تعهد بدعم حقوق الإجهاض وأدان بشدة عقوبة الإعدام. كان طاقمه في الحملة الانتخابية يتألف إلى حد كبير من طلابه من برانديز. وعلى الرغم من أن تمويل حملته الانتخابية كان ضئيلًا، فقد جاء في المرتبة الثانية عن قرب من بين ستة مرشحين في الانتخابات التمهيدية الديمقراطية بحصوله على 25٪ من الأصوات؛ خسر شانون أوبراين، صاحب المركز الأول، الانتخابات العامة أمام الجمهوري ميت رومني.
وفي عام 2003، حصل على جائزة مؤسسة فاتسلاف هافيل من الرئيس التشيكي السابق، بسبب كتاباته في الاقتصاد والسياسة.

## التعليم
تعلم في دارتموث، وجامعة ييل، وكلية ييل للحقوق.

## مناصب وهيئات
أدار جامعة هارفارد، وجامعة براندايس.

## روابط خارجية
- روبرت رايخ على موقع IMDb (الإنجليزية)
- روبرت رايخ على موقع مونزينجر (الألمانية)
- روبرت رايخ على موقع ميوزك برينز (الإنجليزية)
- روبرت رايخ على موقع إن إن دي بي (الإنجليزية)
- روبرت رايخ على موقع قاعدة بيانات الفيلم (الإنجليزية)